# Лејк Санти (Индијана)
Лејк Санти (енгл. Lake Santee) насељено је место без административног статуса у америчкој савезној држави Индијана.

## Демографија
По попису из 2010. године број становника је 820.
| Група             | 2000.    | 2010.       |
| Белци             | 0 (0,0%) | 787 (96,0%) |
| Афроамериканци    | 0 (0,0%) | 10 (1,2%)   |
| Азијати           | 0 (0,0%) | 1 (0,1%)    |
| Хиспаноамериканци | 0 (0,0%) | 12 (1,5%)   |
| Укупно            | 0        | 820         |